# Paratropídids
Els paratropídids (Paratropididae) són una petita família d'aranyes migalomorfes. Fou descrita per primera vegada per Eugène Simon l'any 1889.
El nom de la família està format correctament d'acord amb l'article 29.3.1 de l'ICZN (Codi Internacional de Nomenclatura Zoològica), en funció de l'arrel del genitiu singular (Paratropidis) a partir del nom del gènere tipus (Paratropis). A més, una ortografia equivocada queda protegida per l'article 29.5 de la ICZN.
Els membres d'aquesta família es localitzen en una zona molt concreta del planeta, en la part septentrional de Sud-amèrica.

## Sistemàtica
Segons el World Spider Catalog amb data de 30 de gener de 2019, hi ha els següents gèneres:
- Anisaspis Simon, 1892 (St. Vincent)
- Anisaspoides F. O. Pickard-Cambridge, 1896 (Brasil)
- Melloina Brignoli, 1985
- Paratropis Simon, 1889 (Mèxic, el Brasil, el Perú, Veneçuela)

### Superfamília Theraphosoidea
Havien format part de la superfamília dels terafosoïdeus (Theraphosoidea). Les aranyes, tradicionalment, foren classificades en famílies que van ser agrupades en superfamílies. Quan es van aplicar anàlisis més rigorosos, com la cladística, es va fer evident que la major part de les principals agrupacions utilitzades durant el segle XX no eren compatibles amb les noves dades. Actualment, els llistats d'aranyes, com ara el World Spider Catalog, ja ignoren la classificació per sobre del nivell familiar.